# 597

## Esdeveniments
- Nèustria: Per la mort de la seva mare regent, el jove Clotari II, de 13 anys, assumeix el regnat en solitari.[1]
- Canterbury (Anglaterra): El monjo benedictí Agustí arriba a l'illa, enviat pel papa Gregori I, amb la missió de convertir els saxons al cristianisme, en la que tindrà un gran èxit.[2]
- 17 de maig - Toledo (Regne de Toledo): Se celebra sínode episcopal peninsular a la ciutat.[3]
- 17 de novembre - Arle (Provença): De retorn de la seva missió, Agustí és consagrat Arquebisbe de Canterbury.[cal citació]
- Ravenna (Itàlia): Cal·línic assumeix l'exarcat, després de la mort de Romà.[cal citació]

## Necrològiques
- 9 de juny, Iona, Escòcia: Sant Columba, abat predicador entre els pictes.[4]
- Zhejiang, Xina: Zhiyi, monjo budista fundador de la secta Tiantai.[5]